# Jintai
Der Stadtbezirk Jintai (金台區 / 金台区,  Jīntái Qū) gehört zum Verwaltungsgebiet der bezirksfreien Stadt Baoji im Westen der chinesischen Provinz Shaanxi. Er hat eine Fläche von 310,6 Quadratkilometern und zählt 460.950 Einwohner (Stand: Zensus 2020).
Im Stadtbezirk liegen die neolithische Fundstätte Beishouling (北首岭遗址, Běishǒulǐng yízhǐ), das Grab von Li Maozhen (李茂贞墓, Lǐ Màozhēn mù) aus der Zeit der Fünf Dynastien und Zehn Reiche, der Ming- und Qingzeitliche Jintai-Tempel (金台观, Jīntái guān), und die Zhou-zeitlichen Ruinen des Dorfes Ru (茹家庄遗址, Rú jiā zhuāng yízhǐ), die alle auf der Liste der Denkmäler der Volksrepublik China stehen.

## Administrative Gliederung
Auf Gemeindeebene setzt sich der Stadtbezirk aus sieben Straßenvierteln, zwei Großgemeinden und drei Gemeinden zusammen. 